# Списак угрожених врста риба
Овај списак обухвата све угрожене врсте риба учвршћене на листи IUCN-a. На списку се налази релативно мали број морских риба. Морске врсте које живе на коралним гребеновима су нарочито угрожене, иако су само неколико припадника тих врста крајње угрожене. Слатководне рибе чине већи део списка зато што су знатно више истражене од морских риба и зато што на њих делује знатно већи број угрожавајућих фактора. Угрожавајући фактори код риба обухватају загађење воде, риболов, антропогено додавање нових врста у биоценозу, као и промене биотопа.

## Списак
| Кошљорибе | Рибе са хрскавичким скелетом |
| --------- | ---------------------------- |
|           |                              |
|           |                              |
|           |                              |
|           |                              |
|           |                              |